# カダラッシュ

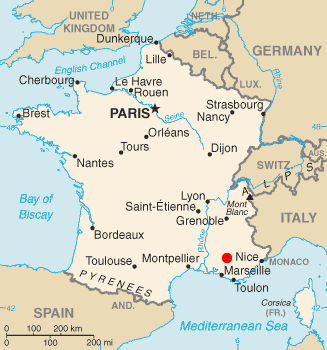
カダラッシュの場所(赤い点)

カダラッシュ(仏:Cadarache)は、フランスの原子力研究センター。プロヴァンス＝アルプ＝コート・ダジュール地域圏、ブーシュ＝デュ＝ローヌ県サン＝ポール＝レ＝デュランス（fr）に位置している。フランス原子力委員会(Commissariat à l'énergie atomique:CEA)が1959年、ここに原子力研究センターを建設した。
マルセイユより60キロメートル内陸寄りにある。1959年にド・ゴール大統領がフランスの原子力政策を策定して以来、原子力研究の中心地となっている。
フランス初の高速増殖炉ラプソディはここに建設された。
トカマク型核融合炉ITERの建設地を日本の青森県六ヶ所村と争い、選定された。選定は2005年6月28日、モスクワでのことであった。